# Eva Amaral
Eva María Amaral Lallana (Zaragoza, 4 de agosto de 1972) es una cantante, compositora y música española, integrante del grupo de pop rock Amaral junto a Juan Aguirre, con el que ha vendido alrededor de cuatro millones de discos. Es considerada como una de las mejores vocalistas rock españolas.

## Familia
Su padre, Isidoro Amaral, cacereño de nacimiento, era militar, ejercía el puesto de  maestro de banda, pero no le gustaba la música. Falleció en 1998.
Su madre, Carmen Lallana (nacida en 1933), falleció en Zaragoza a mediados de 2007. Al principio no les gustó que su hija se dedicara a la música, pero luego lo aceptaron. Tiene una hermana mayor, que “fue la que me puso los discos de los Beatles y de Simon y Garfunkel”.

## Biografía
A pesar de que numerosas fuentes citan como año de su nacimiento 1973, está confirmado por ella misma que en el 2012 cumplió 40 años: “Acabo de cumplir 40 y me siento con mucha más seguridad y fuerza que hace 20 años”.
Afirma que su infancia fue muy buena y que nunca jugó con muñecas, sin embargo se dedicaba a hacer que tocaba música con su primo. Afirma que es tímida y que de adolescente se sentía rarita y tenía muchos complejos. Empezó a tocar muy joven la batería de manera autodidacta y no se creía capaz de cantar hasta que empezó a hacerlo por casualidad y se dio cuenta de que era un medio de expresión mucho más poderoso que la batería.
Estudió en los RR. PP. Agustinos Recoletos de Zaragoza (Colegio Romareda), posteriormente cursa técnicas de volumen en la Escuela de Artes y Oficios de Zaragoza.

## Carrera musical

### Los comienzos y el éxito

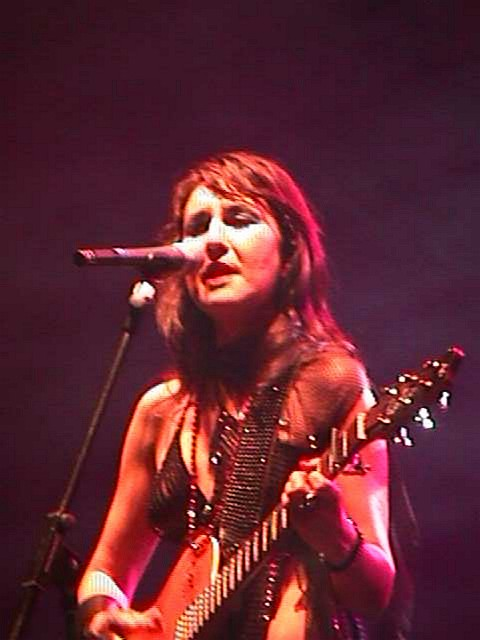
Eva Amaral durante una actuación en directo de su gira "Estrella de mar" (2002)

En 1997 Eva y Juan firman con Virgin-EMI y el 18 de mayo de 1998 sale a la venta su primer álbum, de nombre homónimo, bajo la producción de Pancho Varona y Paco Bastante. El nombre del grupo fue idea de Juan, quien tomó el apellido de Eva aunque ella al principio no lo aceptaba.
En el año 2000, después de realizar una gira de presentación con su primer disco y haberse hecho un espacio en la escena musical del pop español, Amaral graba en Londres su segundo álbum, titulado Una pequeña parte del mundo y contenía 13 canciones: 12 propias del grupo y una versión de la canción "Nada de nada" de la desaparecida Cecilia. En esta ocasión bajo la producción de Cameron Jenkins, que fue ingeniero de sonido de los Rollings Stones, George Michael y Elvis Costello. Eva le conoció en la grabación de unas colaboraciones para un disco de Enrique Bunbury. Posteriormente surgió un bulo sobre su supuesta mala relación con Enrique, bulo que el propio Bunbury ha desmentido en varias ocasiones.  A Cameron le encantó la extraordinaria voz de Eva desde el momento que la escuchó por primera vez, proponiéndoles trabajar con él. Jenkins se encargaría de producir todos los discos de Amaral hasta 2008.
En 2001 Eva Amaral fue distinguida con el título de "Hija Predilecta" por el Ayuntamiento de Zaragoza.
El grupo grabó de nuevo en Londres su tercer álbum que llevó por nombre Estrella de mar. Este álbum se convertiría en el disco nacional más vendido en España en 2002 y en el álbum más exitoso de la banda hasta la fecha con más de 2 millones de copias vendidas. El álbum ocupa el vigésimo cuarto puesto en la lista de "Los 50 mejores discos del rock español", confeccionada por la revista Rolling Stone. Hicieron una macrogira de dos años (el segundo en formato gira “de teatros”) en la que dieron más de 200 conciertos y fueron teloneros de Lenny Kravitz. Además, en 2003, Eva protagoniza un corto dirigido por Andreu Castro llamado "Flores para Maika".

### La difícil época dePájaros en la cabeza
En noviembre de 2004, Eva y Juan parten a Londres en donde graban su cuarto disco Pájaros en la cabeza con 14 nuevas canciones. El álbum sale a la venta el 14 de marzo de 2005 y en junio comienza su gira en Salamanca, que recorrería España en 41 conciertos, concluyendo a mediados del mes de octubre en Bilbao. Más adelante, llevarían la gira a México, Chile y Argentina. Amaral se detiene el 15 de septiembre en Barcelona para grabar el concierto y editarlo en DVD, el cual saldría a la venta el 28 de noviembre de ese mismo año bajo el nombre de El comienzo del big bang. Pájaros en la cabeza fue el disco más vendido en España en 2005, según la SGAE.
Tanto Eva como Juan recuerdan esta etapa como un momento difícil. "Después de 'Pájaros en la cabeza' nos fuimos de gira y fue una etapa muy larga y difícil. Nos vimos superados por todo: el rollo del disco más vendido de 2005 y patatín... De repente, en nuestro entorno había mucha gente que nos empujaba a que estuviéramos preocupados por muchas cosas excepto por la música, a que despegáramos los pies del suelo. Decidimos cortar de raíz, desprendernos de todo porque el grupo se había deshumanizado. Queríamos reflexionar y vivir un poco", dice Eva, mientras Juan matiza que “Eva me ha demostrado que es una persona valiente que mantiene sus convicciones y en contra de los intereses del mercado. […] suena muy tremendo, pero es que hemos rechazado cantidades de pasta muy serias ante propuestas que desvirtuaban nuestra música. Y ella en particular ha soportado situaciones muy injustas por ser demasiado generosa...".
La gira de “Pájaros en la cabeza” se convirtió en un calvario. "Es que no todo el mundo sale contigo al escenario como si fuera el último concierto de su vida..." y por eso para la siguiente gira eligieron dar menos conciertos y con una banda formada por amigos de otros grupos, no con músicos profesionales. Juan afirma que "Necesitábamos volver a los orígenes, al espíritu de cuando empezamos en Zaragoza en los 90, cuando no conocíamos el nombre de nadie de la industria y estábamos concentrados en hacer música". Y Eva confirma, "Hemos vivido una regresión completa. Ahora sólo escucho los discos que me hicieron querer hacer música en el instituto".

### El quinto disco y la autogestión
En verano de 2007, en plena composición del disco "Gato negro♦Dragón rojo", la madre de Eva Amaral falleció y la cantante no se veía con fuerzas para continuar. “En un principio pensé que encerrándome en el estudio lo iba a superar, pero no fue tan fácil. Pero aquí seguimos, al pie del cañón, gracias a Juan, que me apoyó mucho”. Y continúa Eva, “Se nos pasó por la cabeza dejarlo. No lo hicimos, pero sí lo pensamos”. Por su lado, Juan afirma que estuvieron“a punto de dejarlo. Fue una época mala y pensamos que igual esto no nos hacía felices. Nos gustaba hacer música pero no ser personajes públicos. Hay cosas que te pasan que te convierten en algo parecido a un muñeco, como el de portada de "Pájaros en la cabeza"".
Durante esos días de crisis, el productor Scott Litt les acababa de responder un correo electrónico que Juan le había enviado previamente. “Le habíamos enviado un tema y nos dijo que la voz sonaba brutal y que quería vernos. Yo me quedé alucinado, creí que era una broma”, narra Juan. Así, Scott se trasladó a Madrid, donde trabajó un par de semanas con la banda. Pero Juan y Eva no superaban el bajón personal. Se lo explicaron a Scott y él lo entendió y suspendió el trabajo conjunto. “Pensamos que si haces una cosa hay que hacerla a muerte. Y aquel no era nuestro mejor momento. Preferimos lamernos las heridas a nuestra bola. Nos importamos más a nosotros mismos que el grupo”, sigue Juan.

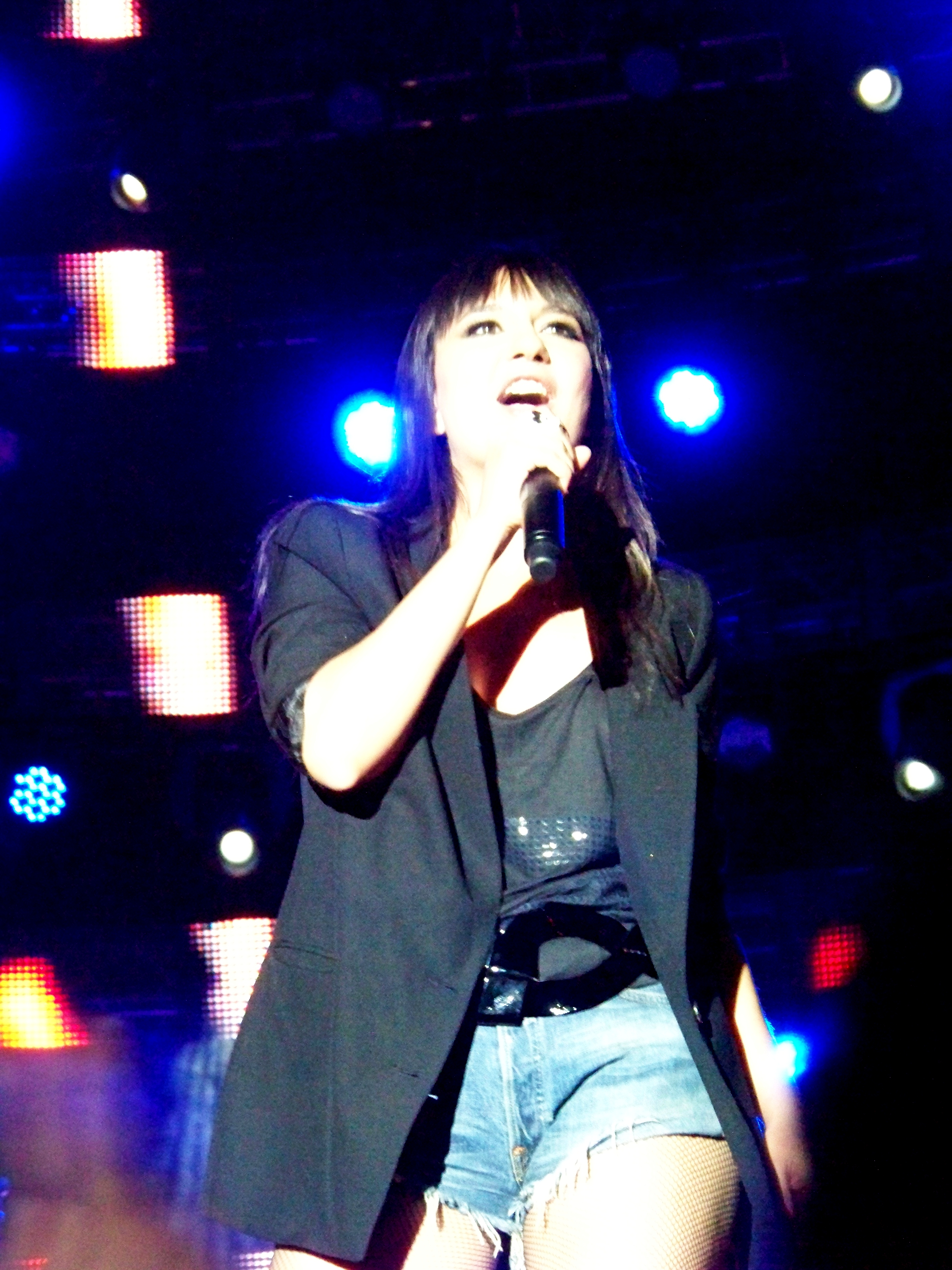
Eva Amaral durante un concierto de la gira Gato Negro♦Dragón rojo en Málaga (24 de julio de 2008)

Finalmente, Eva y Juan comenzaron el año 2008 versionando "A Hard Rain's a-Gonna Fall" de Bob Dylan, canción promocional para la Expo Zaragoza 2008. Su versión se llamó Llegará la tormenta. El 27 de mayo de 2008 salió a la venta el quinto álbum de estudio del dúo zaragozano con el título "Gato negro♦Dragón rojo". Es un disco doble que cuenta con 19 canciones.La gira 2008 comenzó en Zaragoza en diciembre de 2008. Estuvieron acompañados por una nueva banda, integrada por Coki Giménez (batería), Zulaima Boheto (chelista), Octavio Vinck (guitarra acústica), Iván González (bajo) y Quique Mavilla (teclados). En 2009 giraron de nuevo y comenzaron la gira en marzo en el Palau de la Música de Barcelona, concierto incluido dentro del Festival de la Guitarra de la Ciudad Condal. En julio de 2009 participaron en el concierto de MTV España "MTV Murcia Night" celebrado en Cartagena a los pies de la muralla de Carlos III y ante más de 35.000 personas.
El 22 de septiembre de 2009, y cerrando el ciclo de Gato Negro♦Dragón Rojo, Amaral publicó un doble CD+DVD/Blu-Ray, titulado La barrera del sonido, que contiene el concierto grabado en el Palacio de los Deportes de Madrid en octubre de 2008, cerrando de esta manera y en palabras de Juan Aguirre una etapa para dar inicio al nacimiento de una banda nueva en el próximo álbum de estudio.
Con "Gato negro♦Dragón rojo" comenzaron a autogestionar sus propias canciones. “[…]es una idea que surgió en 2006 y que en 2007 pusimos en marcha. Este año hemos visto que suscitó interés. Para nosotros es un paso más” “Es algo que viene de largo. Empezamos ya el camino de la autogestión con el disco 'Gato Negro, Dragón Rojo', pero la idea que teníamos es de hacía ya varios años. Teníamos idealizado ese mundo en el que el grupo se autogestiona y en el que todo es mucho más familiar. Como te comentaba, el disco anterior lo empezamos ya con nuestro propio sello, pero lo distribuía EMI, y en este hemos dado otro paso más. La distribución la hace una empresa pequeña que es española, y la verdad es que estamos muy contentos. No tenemos ningún problema con EMI ni nada por el estilo. De hecho seguimos manteniendo muy buena relación ellos”.

### Premio Nacional de las Músicas Actuales
El 27 de octubre de 2010, el Ministerio de Cultura del Gobierno de España otorga el II Premio Nacional de las Músicas Actuales 2010 a Amaral por su "aportación a la renovación del panorama musical actual". El galardón estaba dotado con una suma económica de 30.000€. El jurado, presidido por el director general del Instituto Nacional de las Artes Escénicas y de la Música (INAEM), Félix Palomero, estaba formado por Dania Dévora, Rosa León, Diego Alfredo Manrique, Luis Mendo, Beatriz Pécker, Joan Manuel Serrat y ejercía como vicepresidente el Subdirector General de Música y Danza del (INAEM), Antonio Garde, otorgó el premio por mayoría.

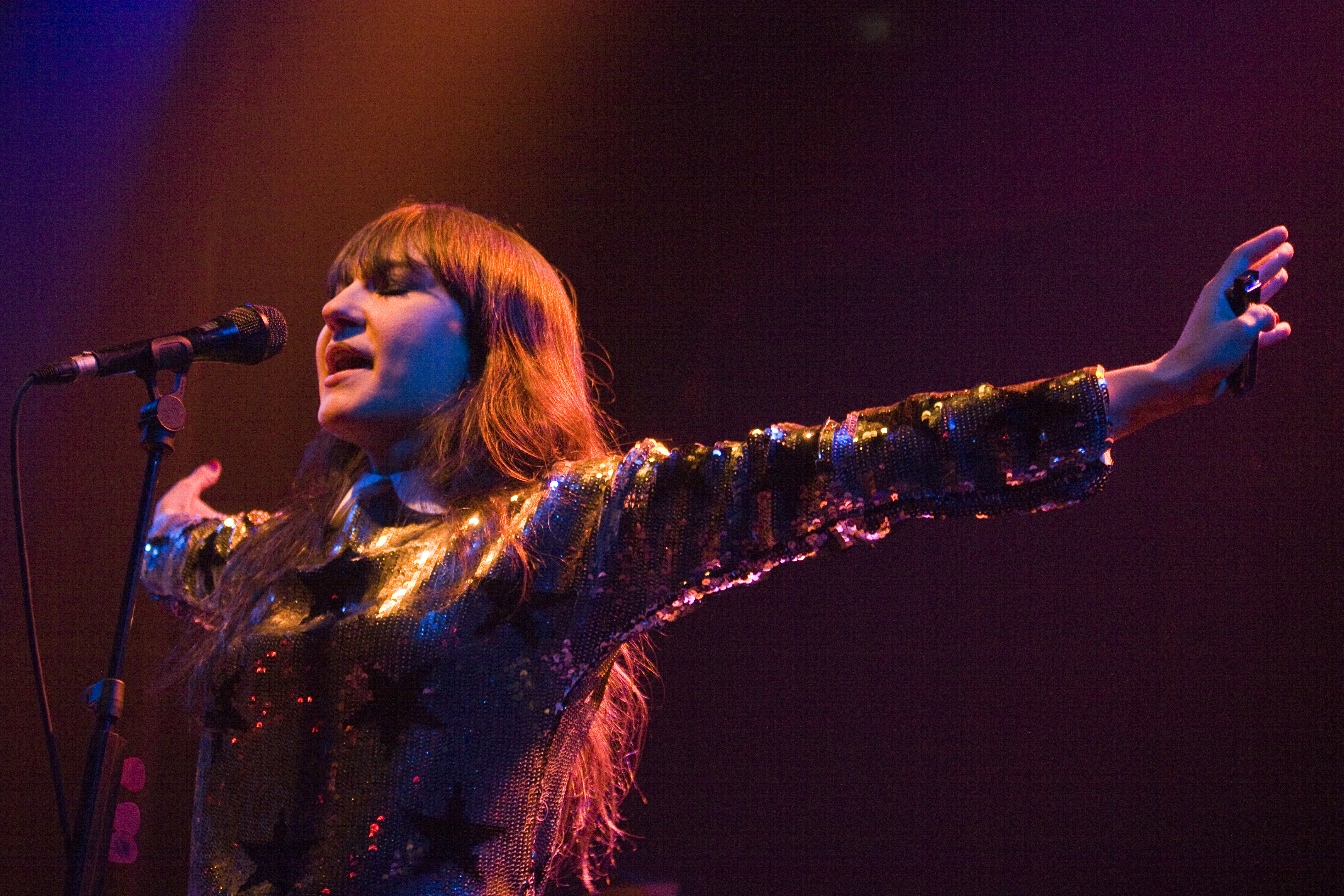
Eva Amaral en la Sala Apolo (Barcelona) en 2010

En un comunicado oficial, la banda agradece el premio al jurado y se lo dedica a todos sus seguidores. Asimismo, reconocen su evolución (desde pequeñas salas hasta grandes conciertos) y toman este galardón como un punto y seguido en la búsqueda del concierto perfecto y de su mejor disco. La dotación económica se destinó a la Fundación Vicente Ferrer y servirá para construir 16 viviendas en el poblado de Madirebail, en la región de Anantapur, y para garantizar los estudios universitarios de 4 alumnos. El premio se entregó el 12 de julio de 2011 en La Seu Vella (Lérida), en presencia de los entonces Príncipes de Asturias acompañados de la ministra de Cultura, Ángeles González-Sinde; el consejero de Cultura, Ferrán Mascarell y el alcalde de la ciudad, Ángel Ros. El premio lo recogió Jordi Folgado, director general de la Fundación Vicente Ferrer.

### Sexto disco bajo un sello propio
"Hacia lo salvaje" es el título del sexto álbum de la banda, publicado el 27 de septiembre de 2011 ya bajo el nuevo sello creado por la banda, “Antártida” y producido por ella misma, Juan Aguirre y Juan de Dios Martín. Eva explica el nombre del sello diciendo que “Desde que editamos el disco con nuestro sello, resulta que no teníamos nombre porque somos un poco desastre (risas). Tampoco le dábamos importancia a si era nuestro sello o el de Pepito Records. Decidimos ponerle 'Antártida' porque justo estábamos haciendo esta canción y nos sugirió ese título. Nos gustaba mucho la imagen de la Antártida, que es un lugar idealizado totalmente porque no hemos estado nunca allí. Pero nos gustaba la blancura, algo que es tan puro y tan real que te deslumbra. Y también nos traía a la hoja en blanco a la que te enfrentas cada vez que comienzas a escribir una canción”.
La gira de presentación comenzó en Zaragoza el día 6 de octubre donde dieron cinco conciertos consecutivos con todas las entradas vendidas. "Hacia lo salvaje" fue elegido el tercer disco español más importante de 2011 por la revista Rolling Stone.
- Trivia

En 2012 colaboró con la banda española de Heavy metal Barón Rojo en la canción "La Reina Ácida", de su nuevo álbum Tommy Barón. (Versión en español de la canción de The Who "Acid Queen"). También colaboró en la presentación de este disco en Madrid, en el concierto celebrado el 12 de abril de 2013.
En agosto de 2023, reivindicó la libertad de las mujeres y la desnudez de sus cuerpos cantando a pecho descubierto la canción "Revolución", en el concierto del Amaral en el festival Sonorama Ribera de Aranda de Duero (Burgos). Antes de ello sentenció: "Esto va por Rocío (Saiz), por Rigoberta, por Zahara, por Miren, por Bebe, por todas nosotras. Porque nadie nos puede arrebatar la dignidad de nuestra desnudez, de nuestra dignidad y de nuestra fortaleza".

## Discografía
| Fecha de lanzamiento     | Título                      | Tipo de álbum                   | Ventas                    |
| ------------------------ | --------------------------- | ------------------------------- | ------------------------- |
| 18 de mayo de 1998       | Amaral                      | Álbum de estudio                | Entre 70.000 y 80.000     |
| 17 de marzo de 2000      | Una pequeña parte del mundo | Álbum de estudio                | 80.000.                   |
| 4 de febrero de 2002     | Estrella de mar             | Álbum de estudio                | 2.000.000                 |
| 14 de marzo de 2005      | Pájaros en la cabeza        | Álbum de estudio                | Alrededor de 1.000.000    |
| 27 de noviembre de 2005  | El comienzo del big bang    | DVD en directo                  | Más de 25.000 copias      |
| 10 de diciembre de 2006  | Caja Especial Navidad       | Caja recopilatoria              | 50.000                    |
| 27 de mayo de 2008       | Gato negro◆Dragón rojo      | Álbum de estudio                | 200.000                   |
| 5 de febrero de 2009     | Granada                     | EP de versiones                 | Descarga digital gratuita |
| 22 de septiembre de 2009 | La barrera del sonido       | Doble DVD + doble CD en directo | 30.000                    |
| 27 de septiembre de 2011 | Hacia lo salvaje            | Álbum de estudio                | 60.000                    |
| 31 de octubre de 2015    | Nocturnal                   | Álbum de estudio                | +20.000                   |
| 6 de septiembre de 2019  | Salto al color              | Álbum de estudio                |                           |
| 6 de febrero de 2025     | Dolce Vita                  | Álbum de estudio                |                           |